# Роберт Губер
Роберт Губер (нім. Robert Huber; нар. 20 лютого 1937, Мюнхен, Німеччина) — німецький біохімік, лауреат Нобелівської премії з хімії 1988 року.

## Біографія і наукова робота
Роберт Губер народився в Мюнхені 20 лютого 1937. Закінчив Вищу технічну школу Мюнхена в 1960 році, де залишився після закінчення і проводив кристалографічні дослідження органічних сполук. У 1971 році Губер очолив Інститут біохімії Макса Планка і переключився на кристалографію білків.
За перше дослідження кристалічної структури мембранного білка, який бере участь у фотосинтезі ціанобактерій, що забезпечило подальший прогрес у розумінні механізму фотосинтезу у вищих рослин, Роберт Губер, Хартмут Міхель і Йоганн Дайзенгофер у 1988 році отримали Нобелівську премію з хімії.

## Основні публікації
- J. Deisenhofer, O. Epp, K. Miki, R. Huber & H. Michel (1985). Structure of the protein subunits in the photosynthetic reaction centre of Rhodopseudomonas viridis at 3Å resolution. Nature. 318 (6047): 618—624. doi:10.1038/318618a0.